# Argiésans
Argiésans är en kommun i departementet Territoire de Belfort i regionen Bourgogne-Franche-Comté i östra Frankrike. Kommunen ligger i kantonen Châtenois-les-Forges som tillhör arrondissementet Belfort. År 2022 hade Argiésans 595 invånare.

## Befolkningsutveckling
Antalet invånare i kommunen Argiésans
| Referens: INSEE |